# World of Warplanes
World of Warplanes là một game hành động trực tuyến nhiều người chơi (MMO) lái máy bay chiến đấu dưới dạng free-to-play lấy bối cảnh Thế Chiến II được phát triển bởi hãng Wargaming. Trò chơi được phát hành vào ngày 12 tháng 11 năm 2013 tại các nước CIS và vào ngày 13 tháng 11 năm 2013 ở Bắc Mỹ và châu Âu.

## Lịch sử
Kế hoạch của Wargaming nhằm phát triển một tựa game hành động MMO lái máy bay chiến đấu lần đầu tiên được hình thành trong giai đoạn đầu quá trình phát triển của World of Tanks.  World of Warplanes đã được công bố tại E3 năm 2011, chưa đầy hai tháng sau khi World of Tanks phát hành ở châu Âu và Bắc Mỹ. Công việc phát triển được giao cho Persha Studia, trung tâm phát triển của Wargaming có trụ sở đóng tại Kiev.
Game đã đạt được những bước tiến khả quan từ khi còn là mẫu concept cho đến lúc thành hình nguyên mẫu có thể chơi được chỉ trong vòng hai tháng. Giai đoạn thử nghiệm alpha được bắt đầu từ tháng 8 năm 2011. Wargaming đã cho trình chiếu đoạn trailer đầu tiên của World of Warplanes tại Gamescom vào tháng 8 năm 2011. Wargaming lần đầu tiên cho công bố một bản trình diễn khép kín của phiên bản alpha cho giới nhà báo tại triển lãm Igromir Expo vào tháng 10 năm 2011. Máy bay Mỹ là những chiếc máy bay đầu tiên được thêm vào trong cây công nghệ của World of Warplanes.
Giai đoạn thử nghiệm alpha của World of Warplanes bắt đầu tuyển dụng người chơi thử vào ngày 23 tháng 2 năm 2012. World of Warplanes đã kết thúc giai đoạn thử nghiệm beta bắt đầu vào ngày 30 tháng 5 năm 2012. Trò chơi nhận được hơn hai triệu đơn ứng tuyển trong ba tháng đầu chơi thử. World of Warplanes đã được bình chọn là "tựa game trực tuyến đáng mong đợi nhất" (Most Wanted Online Game) của châu Âu tại lễ trao giải thưởng European Games Awards vào năm 2012.
Vào ngày 4 tháng 4 năm 2013, bản thỏa thuận không tiết lộ được tăng lên dành cho người chơi thử bản beta, cho phép người cơi thử bản beta chia sẻ cảm nghĩ, ảnh chụp màn hình và video trong game của họ. Vào thời điểm đó, trò chơi đã cung cấp sáu đấu trường và trên 80 mẫu máy bay từ các phe Liên Xô, Mỹ, Đức và Nhật Bản. Giai đoạn chơi thử bản open beta của World of Warplanes được bắt đầu vào ngày 2 tháng 7 năm 2013.

## Tổng quan
World of Warplanes gồm có hơn 100 chiến đấu cơ đến từ các nước như Đức, Liên Xô, Mỹ, Nhật, Anh, Pháp và Trung Quốc; với bốn loại chiến đấu chính mà người chơi được chọn là: tiêm kích, chiến đấu cơ đa năng, tiêm kích hạng nặng và cường kích đối đất.
Mỗi cây công nghệ của từng quốc gia đều có mặt các phi đội khác nhau, từ các loại máy bay bay sơ khai Cấp I đến tất cả các máy bay phản lực tiên tiến Cấp X. Tất cả các loại chiến đấu cơ đều có thể được mở khóa và nâng cấp thông qua một tiến trình chơi liên tục. Máy bay của mỗi lớp trong cùng một tầng khác nhau về đặc điểm bay và hỏa lực giữa các quốc gia. Chẳng hạn, một chiếc tiêm kích của Liên Xô hoặc Nhật Bản cùng cấp bậc sẽ có thể điều khiển theo chiều ngang hơn so với đối tác Đức và Mỹ nhưng có giới hạn khả năng cơ động dọc. Cây công nghệ sẽ mở rộng tùy theo diễn biến trong game. Các quốc gia mới và máy bay bổ sung cho cây công nghệ của mỗi quốc gia đã được tung ra sau ngày khởi động game.

### Các mục chơi
Trò chơi có các kiểu đấu PvP/PvE trong hai màn chơi kịch bản cơ bản: Training Room và Standard Battles.  Một màn hướng dẫn giới thiệu riêng bao gồm các nguyên tắc cơ bản về trò chơi qua một loạt bài học hướng dẫn cách chơi.
Training Mode là môi trường dạng sandbox dành cho những người chơi và đội nhóm mới, giúp họ kiểm tra các chiến thuật, máy bay mới, và tập bắn các mục tiêu tĩnh và động. Không có kinh nghiệm hoặc tín dụng nào kiếm được trong phần huấn luyện.
Trong Standard Battles, chế độ duy nhất mà người chơi có thể kiếm được điểm tín dụng và điểm kinh nghiệm cần thiết để mở khóa thêm nội dung trò chơi, người chơi phải tiêu diệt tất cả máy bay địch hoặc đạt được ưu thế bằng cách tiêu diệt các vật thể dưới đất và máy bay của đối phương. Vào tháng 10 năm 2015 với các bot 1.9.0 được giới thiệu trong phần Standard Battles nhằm cố gắng cung cấp những trận chiến cân bằng hơn trong một môi trường với dân số đang gặp khó khăn. Về cơ bản điều này có nghĩa là không giống như hầu hết các tựa game Wargaming.net đều không có chế độ PvP thực sự khi người chơi phải chống chọi với các bot ngay cả trong phần chơi này.

### Hệ thống kinh tế
Hệ thống kinh tế trong World of Warplanes tương tự như World of Tanks. Trò chơi có bốn loại tiền tệ chính gồm: tín dụng, kinh nghiệm, tiền xu (since version 1.9.4), và vàng (các loại đồng xu khác là tiền tệ tạm thời được sử dụng trong game thay vì vàng trong suốt giai đoạn thử nghiệm Open Beta).

## Đón nhận
World of Warplanes đón nhận nhiều lời đánh giá trái chiều, tính đến năm 2014, đã được Metacritic chấm cho số điểm 69/100.
Vào tháng 3 năm 2016, Giám đốc điều hành Wargaming.net Viktor Kislyi thừa nhận trong một cuộc phỏng vấn rằng World of Warplanes đã thất bại trong việc đáp ứng mong đợi nói rằng, "...chúng tôi không thể gọi đó là thành công." Trưởng nhóm phát triển Sergei "SerB" Burkatovsky đã thú nhận trong một cuộc phỏng vấn vào tháng 10 năm 2016, "WoWp chỉ đơn giản gặp phải thất bại."